# Johann Kaspar Schneider
Johann Kaspar Schneider (* 19. April 1753 in Mainz; † 24. Februar 1839 in Mainz) war ein deutscher Landschafts- und Porträtmaler.

## Leben
Johann Kaspar Schneider war Sohn von Simon Schneider, einem Stalldiener der Kurfürstlichen Leibgarde zu Mainz, und dessen Ehefrau Agnes. Seine künstlerische Ausbildung erhielt er am kurfürstlichen Hof des kunstsinnigen  Friedrich Karl Joseph von Erthal unter der Anleitung von Heidlof. Er schuf zahlreiche Landschaftsbilder, in denen er die nähere Umgebung von Mainz, insbesondere die Fluss- und Auenlandschaften um Rhein und Main in naturalistischen Farben darstellte. Mit seinen Öl- und Aquarellbildern erwarb er sich Anerkennung sowohl der fürstlichen Kreise als auch der aufstrebenden Bürgerschaft.
Die überwiegende Zeit seiner Schaffensperiode verbrachte Schneider in Mainz, wo er zunächst am kurfürstlichen Hof reüssierte. Im Jahr 1779 machte sich Schneider als Porträtmaler selbstständig. Als Schneider 1784 ein Porträt der Gräfin Sophia von Coudenhoven malte, war er endgültig in höheren Kreisen angekommen. Das erste, ihm sicher zuordenbare Landschaftsgemälde datiert auf 1785. Schneider wählte mit Mondscheinlandschaften (ab 1787) und Ideallandschaften (ab 1790) neue Sujets für seine Werke. Auf Veranlassung des Hofes nahm er das Angebot wahr, nach Italien zu reisen, kam jedoch nicht über die Schweiz hinaus.
Als 1792 französische Revolutionstruppen seine Heimatstadt besetzten, floh Schneider aus Mainz und ging nach Düsseldorf. 1793, bei der Beschießung von Mainz durch Koalitionstruppen Preußens und Österreichs, flüchtete er nach Mannheim. Als die französischen Truppen auch auf diese Stadt vorrückten, floh er weiter nach Erfurt. Dort entstand Schneiders Porträt des Kurfürsten Friedrich Karl Joseph von Erthal. Nach der Rückeroberung von Mainz durch die Reichstruppen ließ er sich im Juli 1797 endgültig wieder in Mainz nieder. Schneider bekam viele Aufträge als Landschafts- und Porträtmaler und nahm regelmäßig an Kunstausstellungen teil. Trotz der wachsenden Bekanntheit führte er ein eher zurückgezogenes und bescheidenes Leben.
Die Gunst der Mainzer Kreise blieb dem Künstler auch bewahrt, als die österreichischen Truppen Mainz verließen und ab 1798 „Mayence“ zum vierten Mal französisch wurde. Die Pflege der Kunst drohte durch den Einfluss der französischen Revolution in den Hintergrund gedrängt zu werden. Trotzdem lehnte Schneider 1802 eine ihm angebotene Stelle als Galeriedirektor in Aschaffenburg ab und blieb in Mainz. Die Mitglieder des französischen Kaiserhauses wurden bei ihren Aufenthalten in „Mayence“ auf Johann Kaspar Schneider aufmerksam und bedachten ihn mit Aufträgen. 1811 erhielt Schneider das Mainzer Bürgerrecht zuerkannt.
Als Johann Wolfgang von Goethe 1814 in die Rhein- und Maingegenden reiste, besuchte er Mainz und äußerte sich lobend über den Künstler. Johann Kaspar Schneider malte ab 1815 einige Mainzer Ansichten in Gouache und in Öl. In der Zeit von 1830 bis 1835 entstanden seine letzten datierten Landschaftsgemälde. Weitere Künstler, wie sein Bruder Georg und Wilhelm Lindenschmit, sowie der Kunstmäzen Franz von Kesselstatt wurden von seinem Lebenswerk beeinflusst. Am 24. Februar 1839 starb Johann Kaspar Schneider an seinem Hauptwohnsitz in Mainz.

## Werke (Auswahl)

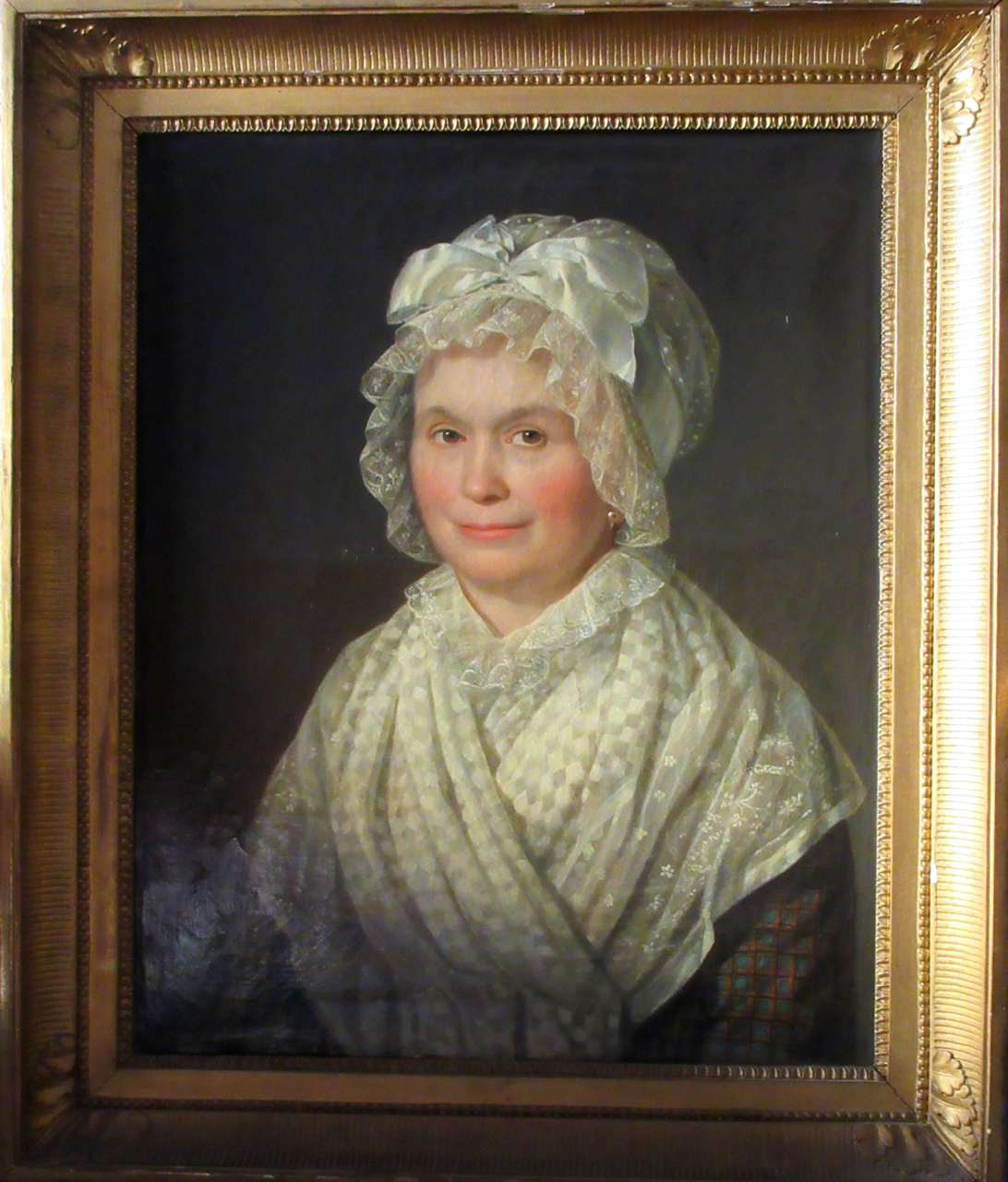
Porträt Katharina Lennig (um 1805)
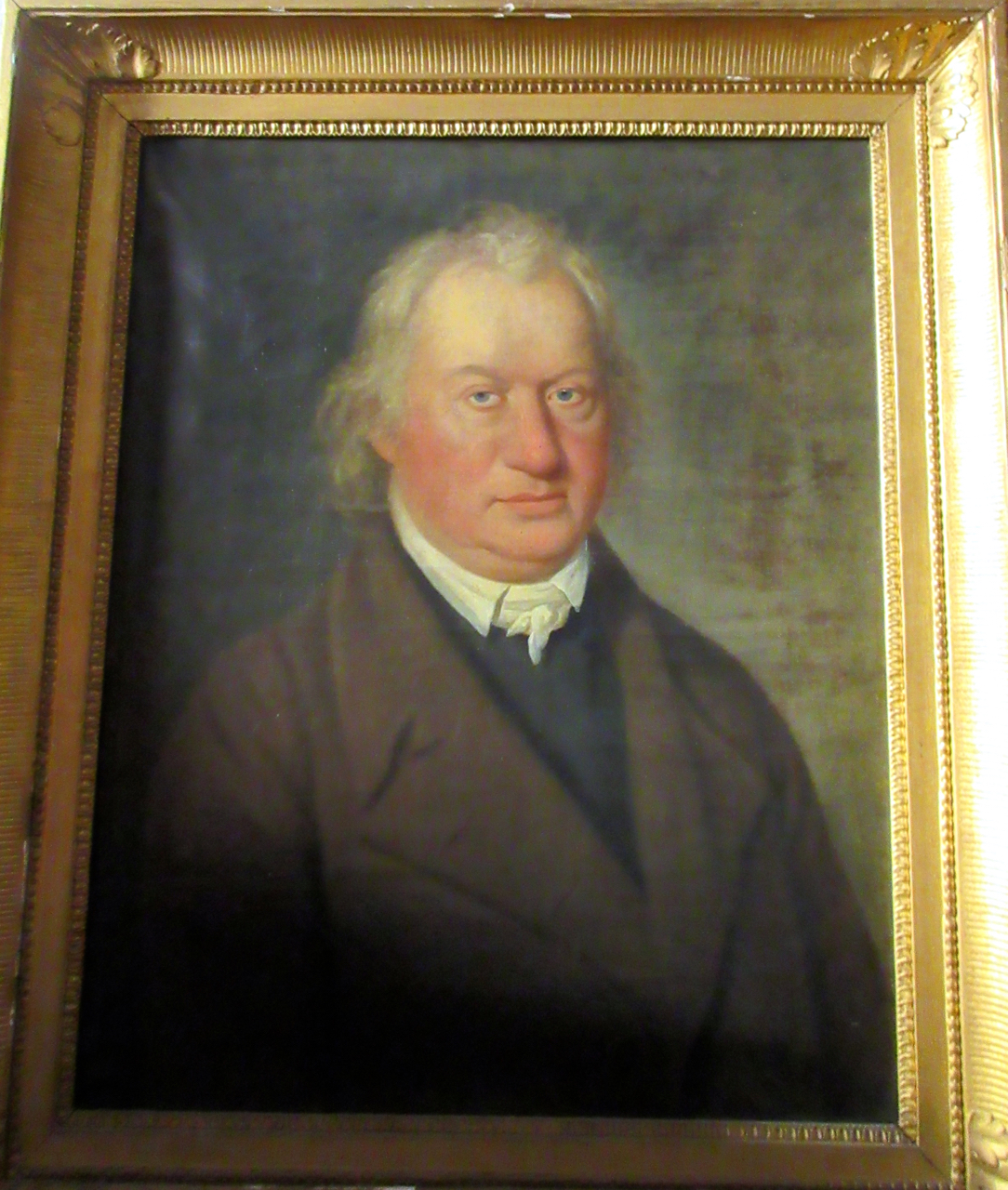
Porträt Nicolaus Lennig (1815)
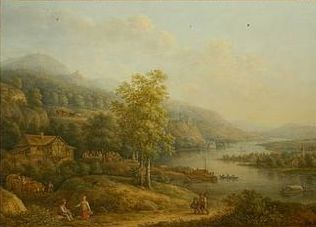
Rheinlandschaft (1830)
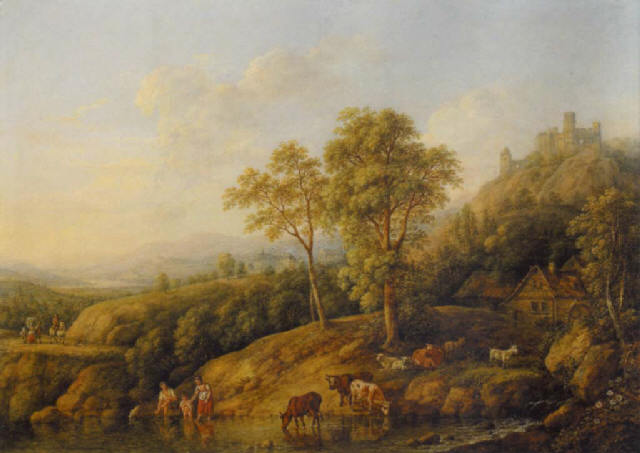
Rheinlandschaft mit Burg (1830)